# José Víctor Zavala
José Víctor Zavala (Ciudad de Guatemala, 2 de noviembre de 1815 - ibídem, 26 de marzo de 1886) fue un militar guatemalteco que participó en las guerras de Rafael Carrera y en la Guerra contra los Filibusteros de William Walker.  Tras morir el presidente Carrera en abril de 1865, Zavala -quien era amigo personal del presidente fallecido- fue propuesto como el siguiente presidente de la República, pero en su lugar fue elegido el mariscal Vicente Cerna y Cerna. Una de las brigadas militares de la ciudad de Guatemala lleva el nombre de «Brigada Mariscal Zavala» en su honor.

## Biografía

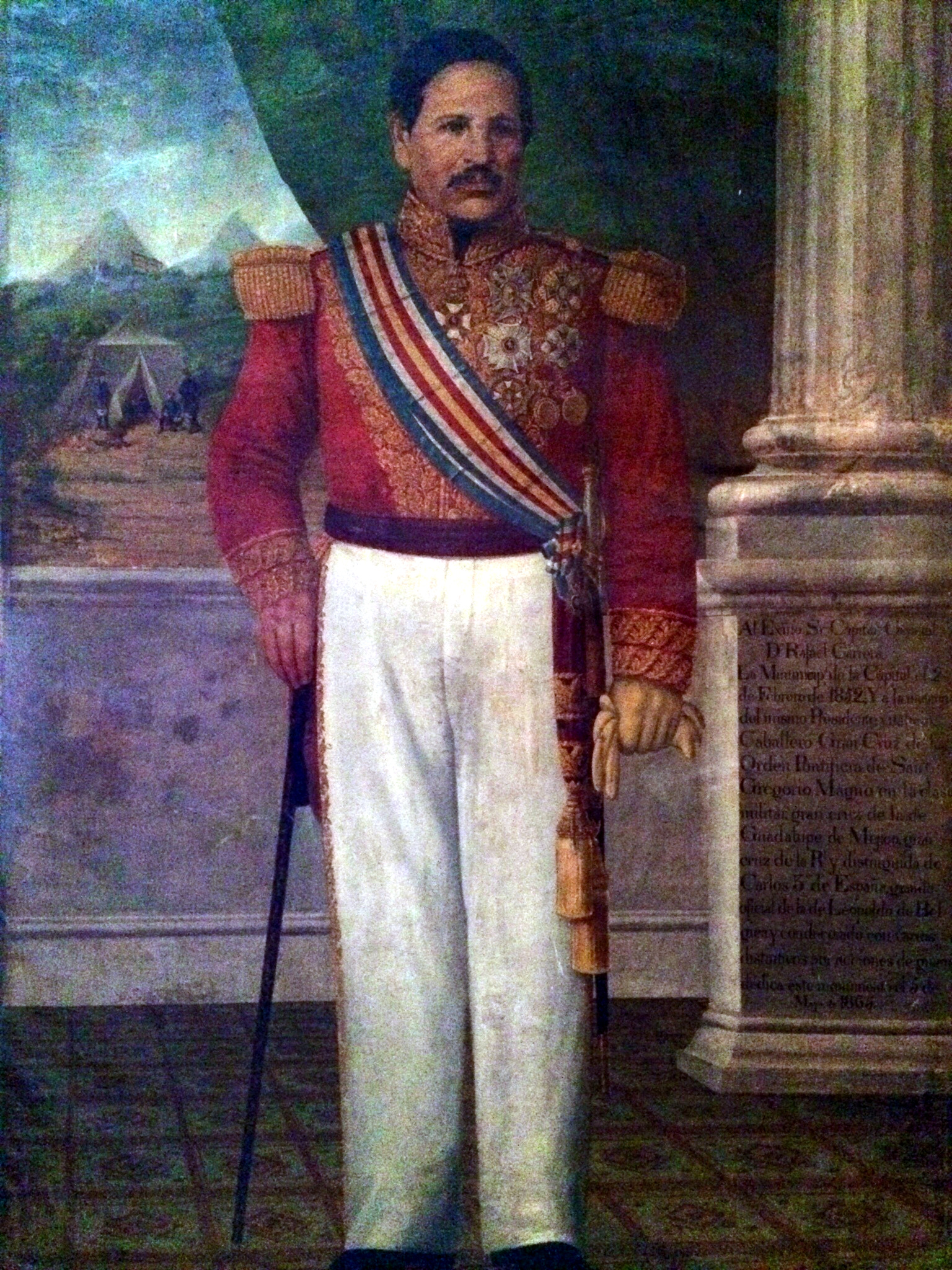
General Rafael Carrera. Durante su gobierno (1840-1865) el entonces Sargento Mayor Zavala fue un leal y efectivo oficial del Ejército Conservador de Guatemala.

José Víctor Ramón Valentín de las Animas Zavala y Córdoba nació en la Ciudad de Guatemala el 2 de noviembre de 1815, se le educó bajo sólidos principios morales que siempre tuvo en alta estima y fueron determinantes para su formación, situación por la cual gozó de mucha simpatía entre quienes lo conocían.
Siendo todavía muy joven, fue enviado a los Estados Unidos, donde recibió una amplia educación para que a su retorno a Guatemala se dedicara, de acuerdo a los deseos paternos, a los estudios jurídicos en la Academia de Ciencias de Guatemala, en la que obtuvo el título de abogado; no obstante nunca ejerció en esta profesión por no adaptarse su carácter a ello.

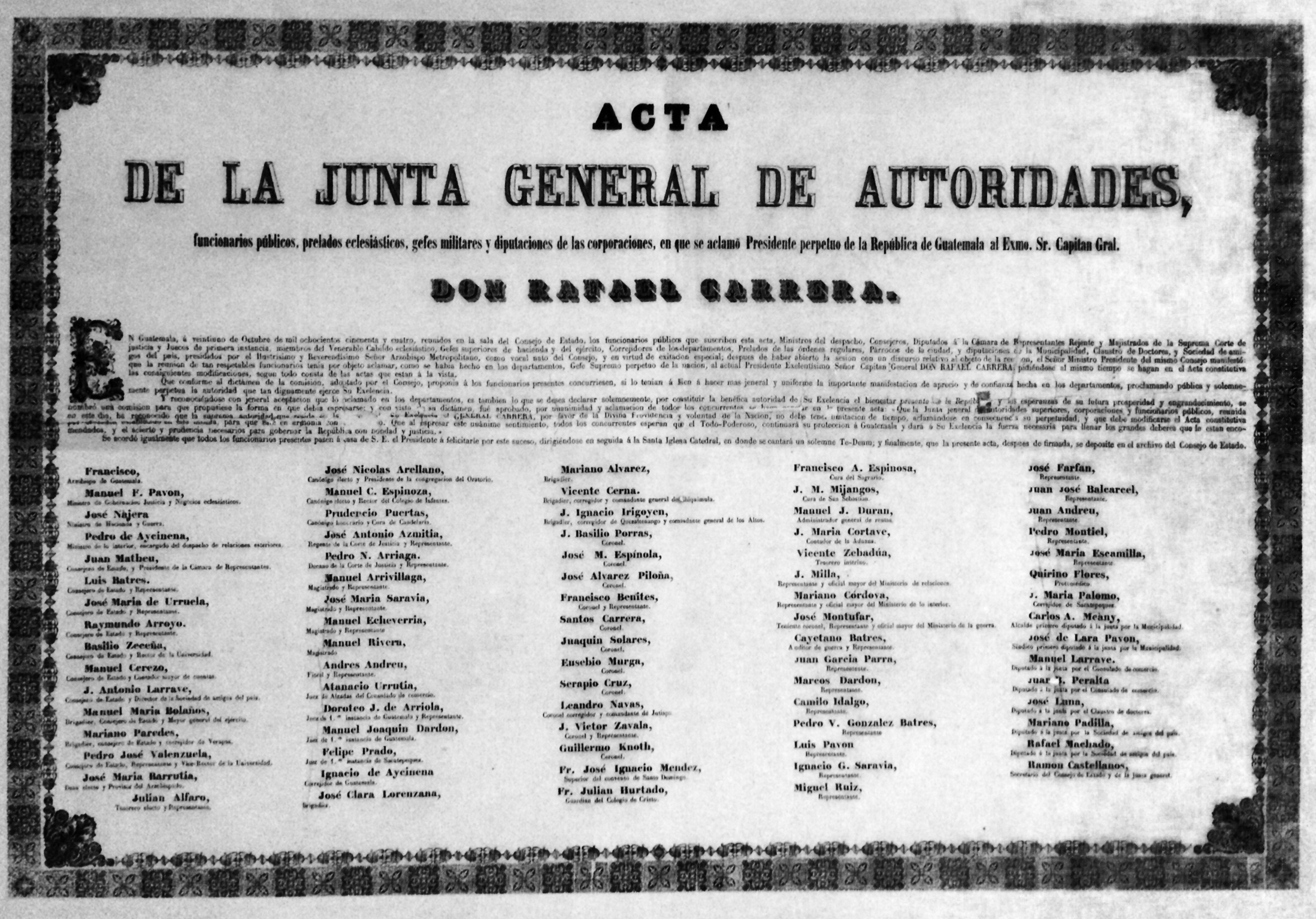
Facsímil del acta en que se declara presidente vitalicio al general Rafael Carrera. Zavala fue uno de los firmantes.

Inició su carrera militar, cuando ingresó al Ejército al surgir los levantamientos en oriente comandados por el capitán general Rafael Carrera, de quien irónicamente más tarde fue leal colaborador y amigo.

### Intento de resurgimiento del Estado de Los Altos

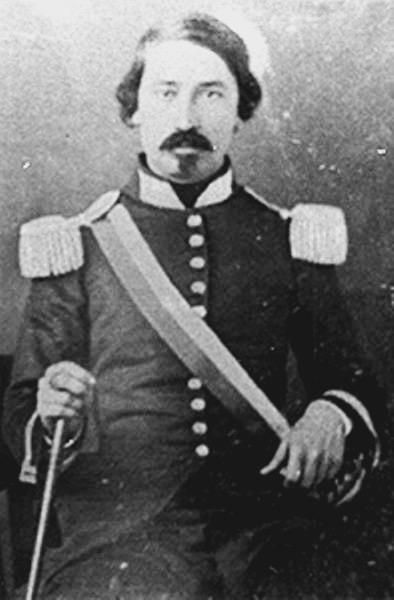
Retrato de Zavala a mediados de la década de 1860.

En 1848, la situación de Guatemala era caótica y los liberales lograron que Rafael Carrera dejara el gobierno de la República de Guatemala, la cual se había constituido el 21 de marzo de 1847..  El 26 de agosto de 1848, durante la breve ausencia de Carrera del poder central, los capitulares quetzaltecos, con el apoyo del Presidente de El Salvador, Doroteo Vasconcelos, y de la facción anticarrerista de Vicente y Serapio Cruz, proclamaron, una vez más, su segregación de Guatemala con Agustín Guzmán como presidente interino y, el 5 de septiembre, eligieron un gobierno interino dirigido por Fernando Antonio Martínez. La existencia del Sexto Estado todavía se prolongó hasta el 8 de mayo de 1849, cuando el general Guzmán fue a entrevistarse con representantes del presidente Paredes a la Antigua Guatemala, momento que fue aprovechado por Rafael Carrera para tomar Quetzaltenango y quedarse en la plaza; para entonces, Carrera ya contaba con el apoyo militar del Corregidor de Suchitepéquez, José Víctor Zavala. El gobierno de Paredes había nombrado al mayor José Víctor Zavala como corregidor de Suchitepéquez para detener a Carrera; pero Zavala, en vez de detener a Carrera, se puso a sus órdenes.
Al saber la noticia, y al enterarse del masivo apoyo de las diferentes etnias indígenas al general Carrera, el presidente Mariano Paredes, tras mucho deliberar con liberales y conservadores, finalmente siguió el consejo del conservador Luis Batres Juarros, quien le hizo ver que combatir a Carrera era abrir un frente en el occidente del país, y dispuso revocar la pena de muerte sobre Carrera y nombrarlo comandante general de las Armas, con autorización para atender a la pacificación de los pueblos conmovidos en el oriente del país, y para dirigir las operaciones militares de la manera que lo creyere conveniente.  Ante este decreto, los principales líderes liberales huyeron hacia El Salvador, donde les dio asilo el presidente Doroteo Vasconcelos. Finalmente, Carrera entró triunfalmente en la Ciudad de Guatemala el 8 de agosto de 1849 y Paredes evitó formar un frente occidental combatiendo a Carrera en Quetzaltenango.

### Exilio de Miguel García Granados
Miguel García Granados y Zavala, era primo hermano de José Víctor Zavala y cuñado de Luis Batres Juarros, y siempre fue un brillante diputado opositor al régimen de Carrera.  En una oportunidad en que atacó al gobierno, aseguró «que prevalecía el militarismo más escandaloso con quinientos soldados en la capital y otros mil en los departamentos, ganándose dos reales diarios cada uno, en vez de trabajar en la agricultura y que la culpa de todo esto la tenía Carrera que gustaba de tanta tropa».  De acuerdo al historiador guatemalteco Antonio Batres Jáuregui en su obra América Central ante la Historia, Carrera resolvió el asunto de la siguiente forma: 
| Pocos días después convidó el presidente Carrera a varios a una comida en su casa, y estuvo invitado «Chafandin», como le decían a don Miguel. Reinaba toda la cordialidad. A los postres, dirigióse Carrera [a don] José Víctor Zavala diciéndole: «Oiga coronel, ¿usted cree en sueños? Es decir, ¿que si resultará cierto lo que aparece cuando sueña?» [...] Contestóle [Zavala] en el acto: «Pues señor, hay muchos ejemplos de haberse realizado los sueños; [...] pero también es verdad que no todos los sueños tienen efecto real y aparecen después como un suceso positivo.» «Preguntaba yo esto —continuó Carrera diciendo—, porque voy a contar a usted un sueño terrible que tuve anoche y que me conmovió muchísimo. Figúrese que soñé de repente, que me había levantado de mi cama, y dirigiéndome a la guardia del Cuartelito ([...] por la parte de atrás con la casa de Carrera y tenía cien hombres [...]), tomé una escolta, mandé a sentarse en un banco a nuestro buen amigo, el inteligente don Miguel García Granados, a quién apreciamos, y di la orden de hacerle fuego, pasándolo por las armas... Entonces desperté azorado, me palpitaba recio el corazón, y dije: ¡Qué es lo que he hecho! Todavía, al recordarlo, me espanto. Vamos a tomar esta copa, para que ni en sueños vuelva yo a tener una pesadilla tan grande. Salud, señores.» Todos comprendieron el sentido de aquel sueño, pero continuaron con la misma cordialidad que reinaba en el banquete. El mismo Carrera, con genial benevolencia, embromaba y se reía. García Granados, naturalmente, no se dio por entendido; pero, al siguiente día, don Luis Batres Juarros, que era mentor de Carrera, fue a ver a su hermano político don Miguel que estaba todavía en la cama, como acostumbraba, hasta las doce del día — y le dijo: «Es preciso que se marche a Europa, porque a la menor sospecha que diera, o discurso que volviera a decir, se realizaría el sueño.» —Antonio Batres Jáuregui |

Dos semanas después ya estaba García Granados, junto con su esposa, en camino hacia París.

### Expediciones con Rafael Carrera
Zavala asistió a numerosas expediciones, entre las cuales pueden mencionarse los combates contra Serapio Cruz en la acción de Patzún en julio de 1848, la histórica Batalla de La Arada, el 2 de febrero de 1851 y en la posterior acción contra Honduras en 1853, por lo que se le consideró como uno de los vencedores de la Fortaleza de San Fernando de Omoa. Luchó bajo las órdenes de Carrera cuando este fue nombrado Comandante en Jefe del Ejército de Guatemala (1844), y luego presidente vitalicio del país (1854-1865). En 1854, fue uno de los firmantes del acta que declaró presidente vitalicio al general Rafael Carrera.
Amigo personal de Carrera, conversaba en francés con José Carrera, el hijo de éste, cuando José regresó a Guatemala luego de educarse en Europa, y poco antes de que José muriera en su primer combate en la toma del puerto de Omoa en 1853.

### Guerra contra los filibusteros de Walker

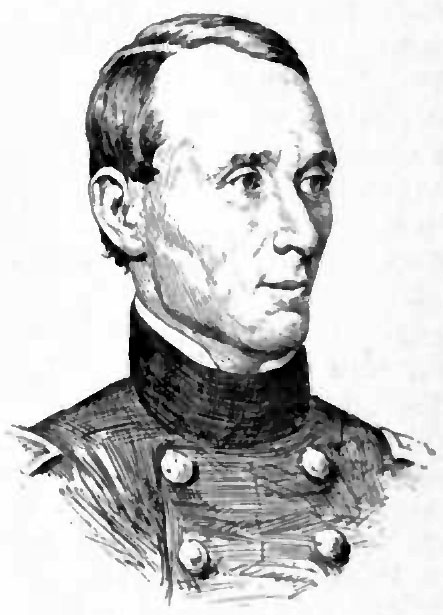
William Walker, filibustero estadounidense. Grabado de Appleton's.

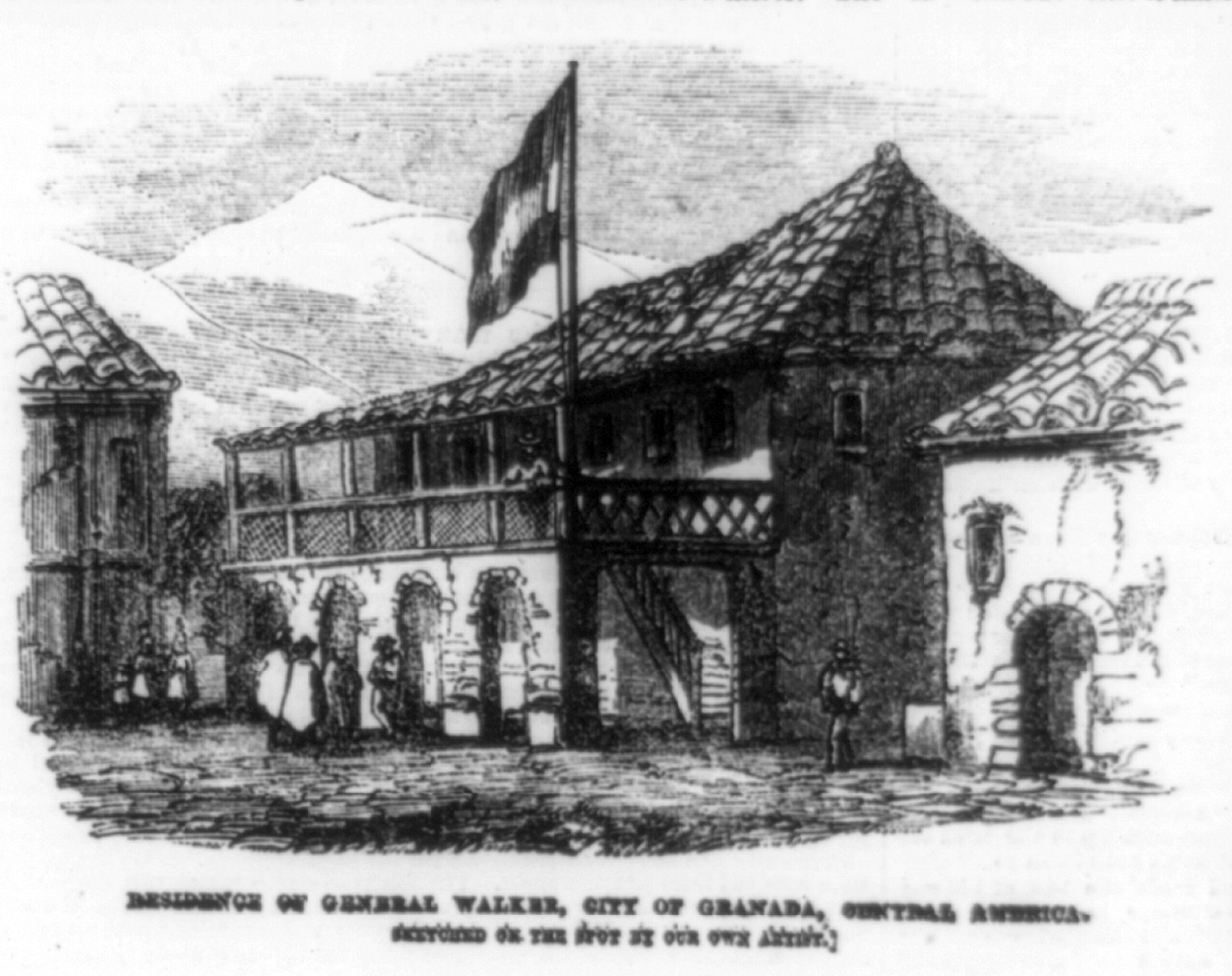
Casa de William Walker en Granada. El 12 de octubre de 1856, durante el sitio de la ciudad, Zavala capturó la bandera filibustera bajo intenso fuego cruzado y regresó a su trinchera gritando: ¡Veis! ¡Las balas filibusteras no matan!.

Su mayor  logro  militar lo  alcanzó cuando a los  42 años: siendo Sargento Mayor, Carrera lo envió a Nicaragua en 1856 para participar en la Guerra contra los Filibusteros de William Walker como parte del Ejército Aliado Centroamericano. Condujo sus tropas por territorio nicaragüense para luego agregarse a la columna al mando del general Mariano Paredes con quien se dirigió a Cojutepeque, logrando una avasalladora victoria. Al morir asesinado Paredes el coronel Zavala quedó como primer jefe de las tropas guatemaltecas en Nicaragua.  El 19 de diciembre el miniestro de la Guerra de Guatemala ascendió a Zavala a coronel efectivo de infantería y le confirió el grado de brigadier.
Para ejecutar el movimiento de tropas se utilizó la goleta «Ascensión» y el bergantín «Italia», este último que adquirió el gobierno guatemalteco y llamó «Santiago» en honor al santo patrono de Guatemala. Frederic Rosengarten Jr. denominó a Zavala como el «más astuto» de los caudillos que asistieron a esa campaña.
Durante el conflicto entró en discordia con el comandante general de los aliados, el salvadoreño Ramón Belloso. El 12 de octubre de 1856, durante el sitio de Granada, Zavala realizó un acto de valentía al atravesar la plaza de la ciudad hacia la casa donde se resguardaban los filibusteros bajo fuego intenso, logrando arrancar la bandera del enemigo y llevarla de regreso a las trincheras del ejército de la coalición centroamericana al grito de "¡Las balas de los filibusteros no matan!". Zavala sobrevivió ileso a esta acción. Asimismo, recibió bajo su autoridad la ciudad de Rivas el 1 de mayo de 1857, una vez que William Walker se rindió. Terminada la contienda retornó a su país y seis años más tarde tomó parte en una expedición contra El Salvador. Fue conocido como el «D'Artagnan de Guatemala».
| Fecha | Acción militar                                      | Descripción |
| --- | --------------------------------------------------- | --- |
| 4 de septiembre de 1855 | Acción de La Virgen, Nicaragua                      | Walker derrotó a Guardiola |
| 14 de septiembre de 1856 | Acción de San Jacinto                               | Al amanecer Byron Cole marchó contra las fuerzas del general nicaragüense Estrada que estaba en San Jacinto, siendo rechazado y luego muerto en la fuga. |
| 12 de octubre de 1856 | Ataque a Masaya                                     | En la mañana del 11 de septiembre, los filibusteros se dirigieron sobre Masaya y llegaron sin mayores problemas. En la mañana del 12 atacaron a las fuerzas del general Belloso, el que al final del día quedaba reducido a la plaza principal y algunas casas que la rodeaban. Pero entonces Walker se enteró de que Granada estaba siendo atacada por el coronel guatemalteco José Víctor Zavala y abandonó Masaya para salir en auxilio de Granada el 13 de septiembre. |
| 13 de octubre de 1856 | Acción de Jatelva                                   | El 12 de octubre a las 2 de la tarde, los coroneles Zavala y Estrada, con 800 hombres, aprovechando la ausencia de Walker atacaron Granada, apoderándose de ella y reduciendo a los filibusteros que la defendían a la iglesia parroquial y a los edificios inmediatos de donde no pudieron desalojarlos. Zavala y Estrada se situaron en el barrio de Jatelva para impedir la llegada de Walker en auxilio de Granada, pero después de media hora de fuego, cargó sobre los aliados y los desalojó, quedando nuevamente dueño de Granada. |
| 12 de noviembre de 1856 | Acción del Rancho Grande                            | Las tropas de Costa Rica, ubicadas en Rancho Grande entre el lago de Nicaragua y San Juan del Sur, donde fueron atacados por los filibusteros, quienes los derrotaron. |
| 15 de noviembre de 1856 | Segundo ataque a Masaya                             | A las 12:00 p. m. los puestos avanzados de la plaza de Masaya dieron aviso de la aproximación de los filibusteros. El general Martínez y el coronel Zavala salieron con 600 guatemaltecos al camino de Granada parapetándose en las tapias y cercas. A las 3 de la tarde los filibusteros abrieron fuego, mientras que los guatemaltecos intentaron retirarse porque sus armas estaban humedecidas y no funcionaban. Pero los nicaragüenses del batallón "San Jacinto" contuvo a los filibusteros dando oportunidad a los guatemaltecos para que se rearmaran y lograran rechazar a los filibusteros a las 6:00 p. m.. El coronel Natzmer quedó herido y fue llevado a Granada. Al día siguiente, los filibusteros al mando de Walker entraron en Masaya y los aliados se defendieron; el 17 se inició el incendio de algunas casas y los filibusteros avanzaron hasta la plaza principal. El 18 el incendio era mucho más grande y Walter arreció su ataque, pero el 19 los filibusteros desistieron de su intento y se retiraron. |
| 13 de diciembre de 1856 | Conclusión del sitio de Granada                     | Desde el 24 de noviembre comenzaron las operaciones de los aliados contra Granada, atacándola por tres puntos y logrando apoderarse de algunos edificios importantes. Los filibusteros, al mando de Henningsen se reorganizaron en la noche cerca de la plaza, ocupando las casas a ambos lados de la calle principal que conduce al lago. Pero los aliados continuaron sus ataques hasta que el 27 de noviembre los filibusteros recuperaron la iglesia. Finalmente, ya vencidos, los filibusteros abandonaron Granada después de incendiarla, a bordo de un vapor en el lago. \| Su mayor muestra de valor se dio durante la Batalla de Granada, en la cual Zavala bajo una lluvia de balas ingresaría a la casa que ocupaba William Walker, tomó una bandera de la habitación que utilizaba como despacho, salió a la calle a riesgo de caer bajo las balas de sus propios hombres, se ubicó en la parte alta de una trinchera y blandiendo la bandera gritaba a sus soldados: “Veis, las balas filibusteras no matan”. No obstante haber recibido un proyectil la bandera y otro la guerrera que vestía, el futuro Mariscal saldría ileso de la acción. — Tomado de: Museo Militar de Guatemala: Mariscal Zavala[3]. \| |
| 27 de diciembre de 1856 | Ocupación del pueblo y fortaleza del Castillo Viejo | |
| 1 de mayo de 1857 | Capitulación de Rivas                               | Las fuerzas filibusteras de William Walker se habían sostenido en Rivas con el ejército aliado centroamericano que sitiaba la plaza desde el 22 de marzo. Los aliados ocuparon Rivas el 2 de mayo. |
| 22 de agosto de 1860 | Evacuación de Trujillo                              | El buque inglés «Icarus» llegó al puerto de Trujillo, capturando unas goletas fletadas por Walker, y éste evacuó el puerto intentando ir a Nicaragua; pero fue derrotado y obligado a encerrarse nuevamente en la plaza. |
| Su mayor muestra de valor se dio durante la Batalla de Granada, en la cual Zavala bajo una lluvia de balas ingresaría a la casa que ocupaba William Walker, tomó una bandera de la habitación que utilizaba como despacho, salió a la calle a riesgo de caer bajo las balas de sus propios hombres, se ubicó en la parte alta de una trinchera y blandiendo la bandera gritaba a sus soldados: “Veis, las balas filibusteras no matan”. No obstante haber recibido un proyectil la bandera y otro la guerrera que vestía, el futuro Mariscal saldría ileso de la acción. — Tomado de: Museo Militar de Guatemala: Mariscal Zavala. |                                                     | |

A su retorno de la Campaña contra los Filibusteros se le otorgó la medalla conmemorativa y el grado de Coronel del Ejército donde continúo brindando sus servicios al mando del Capitán General Rafael Carrera, con quien alcanzó el grado de Mariscal de Campo.

### Tras la muerte de Carrera

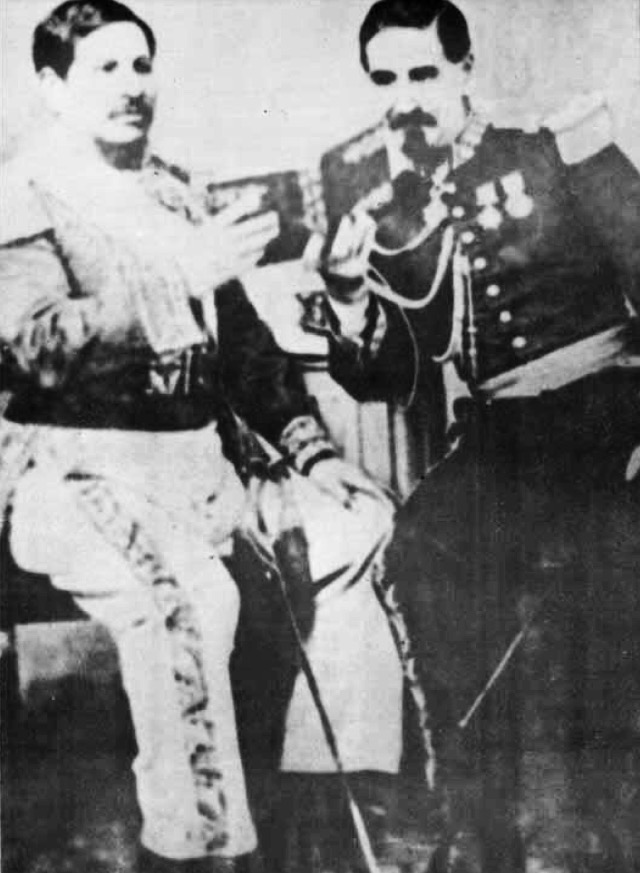
El capitán general Rafael Carrera junto con el Mariscal José Víctor Zavala. (Circa. 186o)

En los últimos años del gobierno del general Carrera, el Mariscal Zavala, era miembro de una de las más distinguidas familias de la capital y estaba casado con una dama de la aristocracia. Dueño de una regular inteligencia, pulcro en el vestido, gracioso en el decir, afable con todos, pasaba en sociedad por un caballero perfecto.  Poseía un carácter jovial y alegre. Le gustaban los chascarrillos y las bromas. Los honores y los altos puestos no le envanecieron y era por entonces el hombre más popular de la República.
Zavala no era un hombre político y como servía á la Administración como militar, era un modelo entre los hombres leales. Tenía muchos lazos de unión con la aristocracia, pero no era conservador y por sus estudios no podía ser liberal. Su mayor defecto era la falta de seriedad y el dejarse llevar por sus locas pasiones, lo que resultaba en sucesos en que lucía su valor y su temeridad.

### Elecciones presidenciales de 1869
Después del fallecimiento del presidente vitalicio Rafael Carrera el 14 de abril de 1865, hubo un período de acomodo político en Guatemala en el que se pensó que el mariscal Zavala sería el nuevo presidente. Finalmente, se llamó a elecciones en enero de 1869. Los conservadores postularon al ipalteco Vicente Cerna, que había continuado como Presidente interino; mientras los liberales postularon a Zavala. Bajo fuertes denuncias de fraude ganó Cerna. 
He aquí como relata la elección el escritor y propagandista liberal Ramón A. Salazar:
| Zavala, era uno de estos seres privilegiados. Usaba un uniforme muy correcto y elegante, de General. Sus facciones eran simpáticas y se prestaban al dibujo. Recuerdo que cuando nosotros en el colegio traveseábamos con el crayón tratando de sacar de memoria el retrato de Cerna, siempre obteníamos una caricatura, en tanto que el de Zavala nos salía perfectamente. El 17 de enero de 1869 las galerías de la Asamblea, los corredores del edificio en que esta se hallaba y las calles adyacentes estaban llenas de gente. El Gobierno había puesto sobre las armas tres mil hombres. En las calles cercanas al edificio de la Representación Nacional se halla- ban estacionados algunos batallones, que mudos y sombríos descansaban sobre sus armas. La gendarmería, formada en fila en el interior del edificio al mando de su Jefe el sicario Jerez, un nicaragüense rechoncho, de cara avinagrada á quien no había más que azuzar, para que se echara contra los liberales. Y comenzó el escrutinio por medio de papeletas cerradas. Todos estábamos callados y ansiosos. En las tribunas de los Diputados se oían cuchicheos y susurros. Los Jefes de ambos bandos iban de un lado a otro apretando la mano á auno, confortando al de más allá, y a medida que la votación avanzaba crecía la ansiedad. De las manos de algunos diputados pudientes se veían deslizarse unos papelitos que a nosotros nos parecieron cheques. Al fin se terminó el acto, y se proclamó el resultado de la elección. El General Cerna había resultado reelecto por mavoría de votos. Invitóse al General Zavala para que se pusiese al frente de nosotros que, aunque mal armados, lo llevaríamos á la victoria. Pero no quiso. El dijo «que no quería subir al solio presidencial sobre gradas de lodo, sino sobre alfombras.» |

### Revolución liberal de 1871
A las pocas semanas se alzó el Mariscal Serapio Cruz, con lo que se inició la revolución en Guatemala, que culminó con la victoria de las fuerzas liberales al mando de Miguel García Granados y Justo Rufino Barrios en 1871. En el nuevo gobierno, ocupó el cargo de viceministro de guerra.
Durante la Campaña por la Unión Centroamericana en 1885 fue Jefe del Estado Mayor Personal del General Barrios, sirviendo con avanzada edad y destacándose por su experiencia y educación.

## Muerte
Luego de la muerte de Barrios en Chalchuapa, el Mariscal Zavala se retiró de la vida pública, falleciendo el 26 de marzo de 1886.  Sus restos descansan en el Cementerio General de la Ciudad de Guatemala en donde se erigió un monumento en su honor.